# Antonio McDyess
Antonio McDyess (né le 7 septembre 1974 à Quitman, Mississippi) est un ancien joueur américain de basket-ball, qui a terminé sa carrière dans la NBA au sein des Spurs de San Antonio.
Ce ailier-fort puissant (2,06 m et 111 kg) est connu pour sa dureté et pour ses dunks spectaculaires (1,20 m de détente sèche)

## Biographie
Après un parcours plutôt réussi à l'université d'Alabama, Antonio McDyess est sélectionné en deuxième choix de la draft 1995 par les Clippers de Los Angeles, mais aussitôt transféré aux Denver Nuggets (avec Randy Woods contre Brent Barry, Rodney Rogers et Brian Williams).
À la fin de sa première saison, il est nommé dans la NBA All-Rookie First Team
Transféré aux Suns de Phoenix, il n'y reste qu'une saison préférant rejoindre son ancienne équipe les Nuggets de Denver.
Après une progression constante, il est sélectionné par USA basketball pour représenter les États-Unis aux Jeux olympiques de Sydney en 2000, d'où il ramena une médaille d'or.
Lors de la saison 2000-2001, il est récompensé de ses efforts (20 points, 12 rebonds par match) et est sélectionné pour l'annuel NBA All-Star Game. Il inscrit 8 points et prend 8 rebonds tout en assurant le spectacle.
À cause d'importants problèmes au genou gauche, il est balloté de club en club durant 2 saisons sans jouer vraiment. Il passe d'abord par New York (18 matchs), puis par Phoenix (24 matchs).
Agent libre à la fin de la saison 2003-04, il signe un contrat avec les Pistons de Détroit.
Loin de son niveau d'antan (9 points, 6 rebonds par match), il s'avère néanmoins un très bon soutien sur le banc des champions en titre.
Les Pistons échouent en finale contre les Spurs de San Antonio.
Il est transféré à Denver avec Chauncey Billups et Cheikh Samb contre Allen Iverson le 3 novembre 2008. Il négocie le rachat de son contrat avec le club et signe son retour aux Pistons.
À l'été 2009, libre de tout contrat il s'engage pour 3 saisons avec les San Antonio Spurs.
Le 30 avril 2011, à la suite de l'élimination des Spurs aux premier tour des playoffs face aux Grizzlies de Memphis, il décide de prendre sa retraite qu'il annonce officiellement le 20 décembre 2011.

## Palmarès
- Médaillé d'or aux Jeux olympiques d'été de 2000.
- Finales NBA contre les Spurs de San Antonio en 2005 avec les Pistons de Détroit.
- Champion de la Conférence Est en 2005 avec les Pistons de Detroit.
- Champion de la Division Centrale en 2005, 2006, 2007 et 2008 avec les Pistons de Detroit.
- Champion de la Division Southwest en 2011 avec les Spurs de San Antonio.

## Pour approfondir